# Sławomir Drumowicz
Sławomir Marian Drumowicz (ur. 23 listopada 1968) – generał dywizji Wojska Polskiego, doktor nauk o obronności (2018), dowódca Jednostki Wojskowej Agat (2014–2018), od 1 października 2018 dowódca Komponentu Wojsk Specjalnych. 

## Przebieg służby wojskowej
W 1988 podjął studia w Wyższej Szkole Oficerskiej Wojsk Zmechanizowanych we Wrocławiu. W 1992 promowany na podporucznika. Zawodową służbę wojskową rozpoczął w 62 kompanii specjalnej w Bolesławcu. W latach 1993–1995 dowodził plutonem podczas operacji pokojowej Sił Ochronnych ONZ w byłej Jugosławii Polskiego Kontyngentu Wojskowego w Chorwacji. W 1995 został skierowany do Lublińca, gdzie objął stanowisko dowódcy plutonu – dowódcy grupy dywersyjno-rozpoznawczej w 1 pułku specjalnym komandosów. Następnie w tym pułku został wyznaczony na stanowiska; dowódcy kompanii specjalnej, zastępcy komendanta szkoły podoficerskiej i młodszych specjalistów działań specjalnych, zastępcy dowódcy batalionu specjalnego, szefa sekcji rozpoznawczej sztabu pułku, dowódcy zespołu bojowego, szefa szkolenia pułku. 
W 2001 ukończył studia w Akademii Obrony Narodowej. Absolwent studiów podyplomowych na Uniwersytecie Śląskim w Katowicach (2005). Od 25 lipca 2007 do 30 stycznia 2008 był w ramach IX zmiany Polskiego Kontyngentu Wojskowego w Iraku na stanowisku dowódcy Sił Specjalnych. W 2011, po przeformowaniu 1 pułku specjalnego komandosów, pełnił służbę w Jednostce Wojskowej Komandosów, gdzie objął stanowisko zastępcy dowódcy. Od 5 września 2012 do 26 listopada 2012 czasowo pełnił obowiązki dowódcy tej jednostki. 3 grudnia 2012 powierzonu mu funkcję szefa oddziału rozpoznania J-2 w Dowództwie Wojsk Specjalnych w Krakowie. 1 stycznia 2014 był wyznaczony na stanowisko szefa pionu wsparcia bojowego – zastępcy szefa sztabu ds. wsparcia bojowego w Dowództwie Sił Specjalnych (DSS), a po jego przeformowaniu w Centrum Operacji Specjalnych – Dowództwie Komponentu Wojsk Specjalnych (COS-DKWS) pozostał na tym samym stanowisku. 
14 sierpnia 2014 z okazji Święta Wojska Polskiego minister obrony narodowej Tomasz Siemoniak wyróżnił go tytułem honorowym „Zasłużony Żołnierz Rzeczypospolitej Polskiej” z odznaką I stopnia. 13 października 2014 został skierowany do Gliwic, gdzie w obecności Inspektora Wojsk Specjalnych gen. dyw. Piotra Patalonga na podstawie decyzji Ministra Obrony Narodowej nr 2056 objął stanowisko dowódcy Jednostki Wojskowej Agat. 30 stycznia 2018 obronił pracę doktorską na Akademii Sztuki Wojennej w Warszawie i uzyskał stopień doktora w zakresie nauk o obronności. 8 października 2018 w obecności dowódcy generalnego RSZ gen. broni Jarosława Miki przekazał obowiązki nowemu dowódcy Jednostki Wojskowej „Agat”.
1 października 2018 minister obrony narodowej Mariusz Błaszczak powołał go na stanowisko dowódcy Komponentu Wojsk Specjalnych. 10 listopada 2018 prezydent RP Andrzej Duda mianował go na stopień generała brygady. 15 sierpnia 2021 został mianowany na stopień generała dywizji. 26 czerwca 2025 w Krakowie przekazał obowiązki dowódcy Komponentu Wojsk Specjalnych swojemu zastępcy, gen. bryg. Robertowi Kopackiemu, po czym został skierowany do służby w Dowództwie Generalnym Rodzajów Sił Zbrojnych. Od początku swojej służby związany z wojskami specjalnymi. Skoczek i instruktor spadochronowy. Uczestnik maratonów, zawodnik lublinieckiego Wojskowego Klubu Biegacza „Meta”. 

## Awanse
- podporucznik – 1992[4]

(...)
- generał brygady – 2018[17]
- generał dywizji – 2021[22]

## Ordery, odznaczenia i wyróżnienia
- Złoty Krzyż Zasługi (2021)[23]
- Wojskowy Krzyż Zasługi z Mieczami (2019)[4]
- Wojskowy Krzyż Zasługi[24]
- Srebrny Medal za Długoletnią Służbę
- Złoty Medal „Siły Zbrojne w Służbie Ojczyzny”[25]
- Złoty Medal „Za zasługi dla obronności kraju”[25]
- Gwiazda Iraku[25]
- Srebrny Medal za Zasługi dla Straży Granicznej[26]
- Odznaka Honorowa Wojsk Specjalnych
- Odznaka Skoczka Spadochronowego Wojsk Powietrznodesantowych – 1991
- Odznaka tytułu honorowego "Zasłużony Żołnierz RP" I Stopnia (Złota)[27]
- Medal Dowództwa Operacji Specjalnych USA (USSOCOM) – Stany Zjednoczone, 2024[28]

i inne.